# 베를린 분서

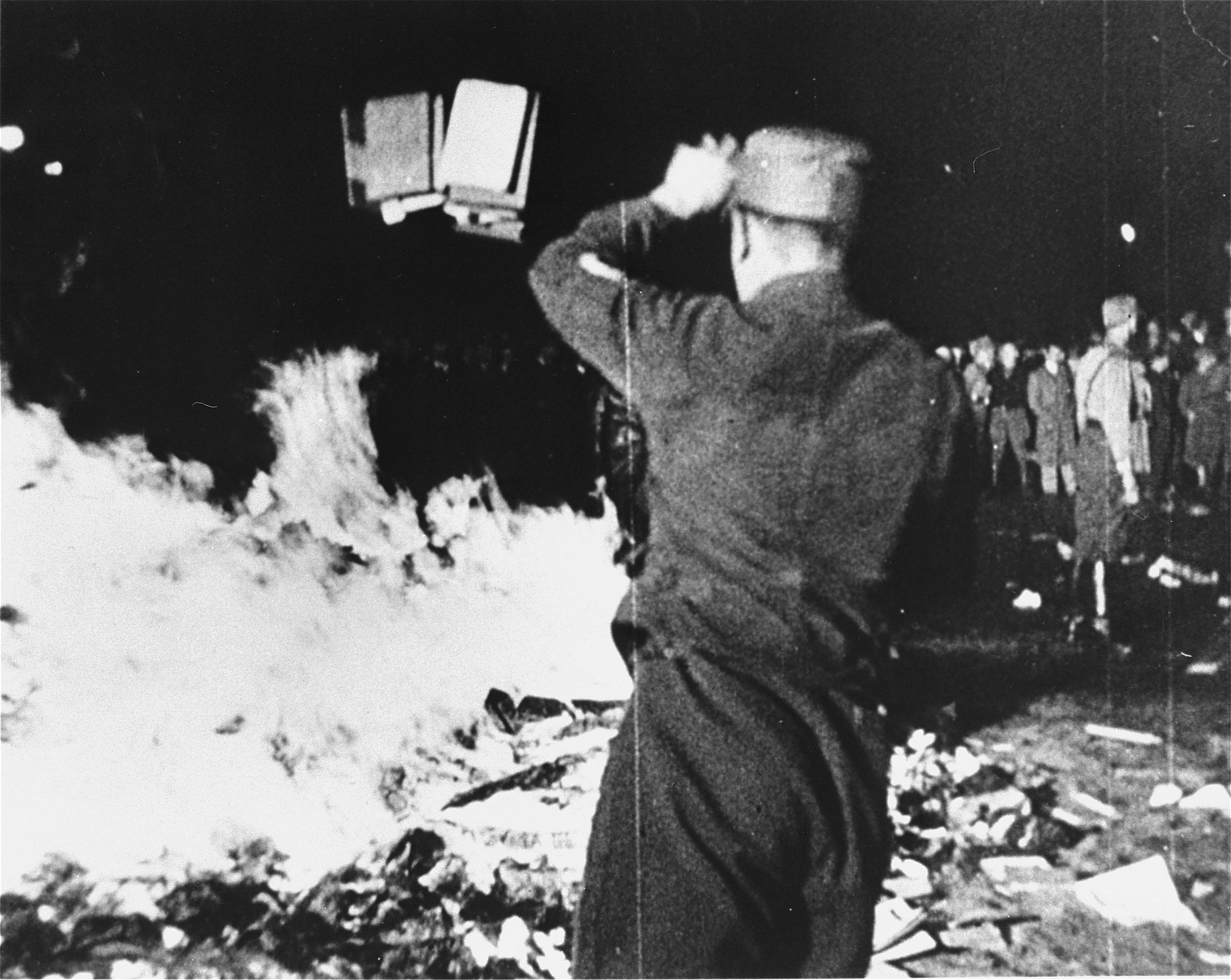
베를린 분서

베를린 분서사건

베를린 분서(伯林焚書)는 1933년 5월 10일에 나치 정권이 독일의 도서관에서 책을 불태운 사건이다.

## 개요
1933년 독일의 정권을 잡은 히틀러의 나치당은 5월 10일 베를린에서 분서 사건을 일으켰다.
독일의 선전장관인 괴벨스는 독일 사람들의 획일화와 세뇌를 위해 '비독일인의 영혼을 정화시킨다'는 명목으로 책을 불태우자는 선전을 했다. 1933년 5월 10일 독일 대부분의 대학에서 나치당원들이 광장을 돌면서 비독일적인 서적에 대한 분서 행진을 벌였다. 학생들은 책을 광장 중앙에서 타오르고 있는 불 속으로 던져넣었다.
나치당이 책을 불태운 이유는 '비독일인의 정신을 정화시킨다'는 이유를 들어 양심의 자유와 사상의 자유를 탄압한 것이었는데, 마르크스, 마르틴 루터, 에밀 졸라, 카프카의 책들이 파울 틸리히의 종교사회주의 책과 함께 모두 불탔다.
이 사건으로 약 1만 8000여권의 책이 불탔다.
책을 불태웠던 훔볼트 대학 맞은편 광장에는 당시 작품이 불태워졌던 작가들을 위한 기념탑이 서 있고, 그 옆 작은 청동판에는 하인리히 하이네의 글이 새겨져 있다.
“이것은 서막일 뿐이다. 책을 불태우는 곳에서는 결국 인간도 불태운다.”

## 브레히트의 조롱
브레히트는 베를린 분서 사건에 항의하며 나치를 조롱하는 <분서>라는 시를 썼다.
'위험한 지식이 담긴 책들을 공개적으로 불태워버리라고
이 정권이 명령하여, 곳곳에서
황소들이 끙끙대며 책이 실린 수레를
화형장으로 끌고 왔을 때, 가장 뛰어난 작가의 한사람으로서
추방된 어떤 시인이 분서목록을 들여다 보다가
자기의 책들이 누락된 것을 알고 깜짝 놀랐다.
그는 화가 나서 나는 듯이 책상으로 달려가, 집권자들에게 편지를 썼다.
나의 책을 불태워다오! 그는 신속한 필치로 써내려갔다. 나의 책을 불태워다오!
그렇게 해 다오! 나의 책을 남겨 놓지 말아다오! 나의 책들 속에서
언제나 나는 진실을 말하지 않았느냐? 그런데 이제와서
너희들이 나를 거짓말쟁이처럼 취급한단 말이냐! 나는 너희들에게 명령한다.
나의 책을 불태워다오!'
(베르톨트 브레히트 <분서>)

## 같이 보기
- 퇴폐예술
- 탈나치화